# J. Ross Robertson-kupa
A J. Ross Robertson-kupa egy kanadai jégkorongos trófea, amit az Ontario Hockey League (OHL) rájátszásának a győztese kap minden évben. Ezt a kupát John Ross Robertson-ról nevezték el, aki az Ontario Hockey Association elnöke volt 1899 és 1905 között.
A kupát eredetileg az OHA junior rájátszásának a győztese kapta. Az 1933–1934-es szezontól azonban az AHL Junior A kategóriájában győztes csapat kapta. Az első Junior A győztes a St. Michael's Majors csapat volt Torontóból.
Amikor az 1972–1973-as szezonban az ontarioi junior bajnokságot két szintre osztották, a kupa a magasabb szinten (Ontario Major Junior A Series) maradt és továbbra is a bajnokcsapat kapta. Ez később is változatlan maradt, bár a bajnokság kétszer is megváltoztatta nevét (előbb Ontario Major Junior Hockey League-re 1974-ben, majd Ontario Hockey League-re 1980-ban.

## Győztesek (1934 – napjainkig)
A J. Ross Robertson-kupa győztesei 1934-től napjainkig. A J. Ross Robertson-kupa mellett a Memorial-kupát is elhódító csapatok kiemelve láthatók.
- 2022–2023 – Peterborough Petes
- 2021–2022 – Hamilton Bulldogs
- 2020–2021 – A Covid19-pandémia miatt törölték az egész szezont
- 2019–2020 – A rájátszás félbeszakadt a Covid19-pandémia miatt. Nem volt győztes
- 2018–2019 – Guelph Storm
- 2017–2018 – Hamilton Bulldogs
- 2016–2017 – Erie Otters
- 2015–2016 – London Knights
- 2014–2015 – Oshawa Generals
- 2013–2014 – Guelph Storm
- 2012–2013 – London Knights
- 2011–2012 – London Knights
- 2010–2011 – Owen Sound Attack
- 2009–2010 – Windsor Spitfires
- 2008–2009 – Windsor Spitfires
- 2007–2008 – Kitchener Rangers
- 2006–2007 – Plymouth Whalers
- 2005–2006 – Peterborough Petes
- 2004–2005 – London Knights
- 2003–2004 – Guelph Storm
- 2002–2003 – Kitchener Rangers
- 2001–2002 – Erie Otters
- 2000–2001 – Ottawa 67’s
- 1999–2000 – Barrie Colts
- 1998–1999 – Belleville Bulls
- 1997–1998 – Guelph Storm
- 1996–1997 – Oshawa Generals
- 1995–1996 – Peterborough Petes
- 1994–1995 – Detroit Junior Red Wings
- 1993–1994 – North Bay Centennials
- 1992–1993 – Peterborough Petes
- 1991–1992 – Sault Ste. Marie Greyhounds
- 1990–1991 – Sault Ste. Marie Greyhounds
- 1989–1990 – Oshawa Generals
- 1988–1989 – Peterborough Petes
- 1987–1988 – Windsor Spitfires
- 1986–1987 – Oshawa Generals
- 1985–1986 – Guelph Platers
- 1984–1985 – Sault Ste. Marie Greyhounds
- 1983–1984 – Ottawa 67’s
- 1982–1983 – Oshawa Generals
- 1981–1982 – Kitchener Rangers
- 1980–1981 – Kitchener Rangers
- 1979–1980 – Peterborough Petes
- 1978–1979 – Peterborough Petes
- 1977–1978 – Peterborough Petes
- 1976–1977 – Ottawa 67’s

- 1975–1976 – Hamilton Fincups
- 1974–1975 – Toronto Marlboros
- 1973–1974 – St. Catharines Black Hawks
- 1972–1973 – Toronto Marlboros
- 1971–1972 – Peterborough Petes
- 1970–1971 – St. Catharines Black Hawks
- 1969–1970 – Montréal Junior Canadiens
- 1968–1969 – Montréal Junior Canadiens
- 1967–1968 – Niagara Falls Flyers
- 1966–1967 – Toronto Marlboros
- 1965–1966 – Oshawa Generals
- 1964–1965 – Niagara Falls Flyers
- 1963–1964 – Toronto Marlboros
- 1962–1963 – Niagara Falls Flyers
- 1961–1962 – Hamilton Red Wings
- 1960–1961 – St. Michael’s Majors
- 1959–1960 – St. Catharines Teepees
- 1958–1959 – Peterborough TPT Petes
- 1957–1958 – Toronto Marlboros
- 1956–1957 – Guelph Biltmore Mad Hatters
- 1955–1956 – Toronto Marlboros
- 1954–1955 – Toronto Marlboros
- 1953–1954 – St. Catharines Teepees
- 1952–1953 – Barrie Flyers
- 1951–1952 – Guelph Biltmore Mad Hatters
- 1950–1951 – Barrie Flyers
- 1949–1950 – Guelph Biltmore Mad Hatters
- 1948–1949 – Barrie Flyers
- 1947–1948 – Barrie Flyers
- 1946–1947 – St. Michael’s Majors
- 1945–1946 – St. Michael’s Majors
- 1944–1945 – St. Michael’s Majors
- 1943–1944 – Oshawa Generals
- 1942–1943 – Oshawa Generals
- 1941–1942 – Oshawa Generals
- 1940–1941 – Oshawa Generals
- 1939–1940 – Oshawa Generals
- 1938–1939 – Oshawa Generals
- 1937–1938 – Oshawa Generals
- 1936–1937 – St. Michael’s Majors
- 1935–1936 – West Toronto Nationals
- 1934–1935 – Kitchener Greenshirts
- 1933–1934 – St. Michael’s Majors

## Bajnokok (1919 – 1933)
A J. Ross Robertson-kupa győztesei a Junior A évek előtt. A Memorial-kupa győztes csapatok kiemelve láthatók.
- 1932–1933 – Newmarket Redmen
- 1931–1932 – Toronto Marlboros
- 1930–1931 – Niagara Falls
- 1929–1930 – West Toronto Nationals
- 1928–1929 – Toronto Marlboros
- 1927–1928 – Toronto Marlboros
- 1926–1927 – Owen Sound Greys
- 1925–1926 – Queen's University

- 1924–1925 – Toronto Aura Lee
- 1923–1924 – Owen Sound Greys
- 1922–1923 – Kitchener Colts
- 1921–1922 – Toronto Aura Lee
- 1920–1921 – Stratford Midgets
- 1919–1920 – Toronto Canoe Club Paddlers
- 1918–1919 – University of Toronto Schools

## OHA Junior bajnokok (1893 – 1918)
Az OHA Junior bajnokcsapatok listája 1893-tól 1918-ig.
- 1917–1918 – Toronto De La Salle College
- 1916–1917 – Toronto Aura Lee
- 1915–1916 – Toronto Aura Lee
- 1914–1915 – University of Toronto Schools
- 1913–1914 – Orillia
- 1912–1913 – Orillia
- 1911–1912 – Toronto Canoe Club Paddlers
- 1910–1911 – Kingston Frontenacs
- 1909–1910 – Kingston Frontenacs
- 1908–1909 – Stratford Hockey Club
- 1907–1908 – Stratford Hockey Club
- 1906–1907 – Stratford Hockey Club
- 1905–1906 – Port Hope

- 1904–1905 – Stratford Hockey Club
- 1903–1904 – Frontenac-Beechgroves
- 1902–1903 – Toronto Marlboros
- 1901–1902 – Upper Canada College
- 1900–1901 – Peterborough
- 1899–1900 – Stratford Hockey Club
- 1898–1899 – St. George's
- 1897–1898 – Upper Canada College
- 1896–1897 – Wellingtons
- 1895–1896 – Toronto Granites
- 1894–1895 – Peterborough
- 1893–1894 – Peterborough
- 1892–1893 – Kingston Limestones

## Örökranglista (1919 – napjainkig)
| Győzelmek | Csapatnév                     | Jelenlegi név         |
| 13        | Oshawa Generals               | ugyanaz               |
| 11        | Toronto Marlboros             | Guelph Storm          |
| 10        | Peterborough Petes            | ugyanaz               |
| 6         | St. Michael’s Majors          | ugyanaz               |
| 4         | Barrie Flyers                 | Sudbury Wolves        |
| 4         | London Knights                | ugyanaz               |
| 3         | Guelph Biltmore Mad Hatters   | Kitchener Rangers     |
| 3         | Kitchener Rangers             | ugyanaz               |
| 3         | Niagara Falls Flyers          | Sudbury Wolves        |
| 3         | Ottawa 67’s                   | ugyanaz               |
| 3         | Sault Ste. Marie Greyhounds   | ugyanaz               |
| 2         | Guelph Storm                  | ugyanaz               |
| 2         | Montreal Junior Canadiens     | Rouyn-Noranda Huskies |
| 2         | Owen Sound Greys              | ugyanaz               |
| 2         | St. Catharines Black Hawks    | Saginaw Spirit        |
| 2         | St. Catharines Teepees        | Saginaw Spirit        |
| 2         | Toronto Aura Lee              | megszűnt              |
| 2         | West Toronto Nationals        | megszűnt              |
| 2         | Windsor Spitfires             | ugyanaz               |
| 2         | Erie Otters                   | ugyanaz               |
| 1         | Plymouth Whalers              | ugyanaz               |
| 1         | Barrie Colts                  | ugyanaz               |
| 1         | Belleville Bulls              | ugyanaz               |
| 1         | Detroit Junior Red Wings      | Plymouth Whalers      |
| 1         | Guelph Platers                | Owen Sound Attack     |
| 1         | Hamilton Fincups              | Erie Otters           |
| 1         | Hamilton Red Wings            | Erie Otters           |
| 1         | Kitchener Colts               | megszűnt              |
| 1         | Kitchener Greenshirts **      | megszűnt              |
| 1         | North Bay Centennials         | Saginaw Spirit        |
| 1         | Queen's University            | megszűnt              |
| 1         | Stratford Midgets             | megszűnt              |
| 1         | Toronto Canoe Club Paddlers   | megszűnt              |
| 1         | University of Toronto Schools | megszűnt              |

**Note: This list will have to be tallied again once the date of the first Robertson Cup has been determined.
**Jegyzet: A Montreal Jr. 1972 után kapcsolódott a ligákhoz.
**Note: The Kitchener Greenshirts won the 1935 Championship by default, after the Oshawa Generals were disqualified for using an ineligible player. This was a different Kitchener Greenshirts team than the club that later became the Kitchener Canucks, and ultimately the Peterborough Petes.

## További junior bajnoki trófeák
- Ed Chynoweth-kupa – WHL
- Elnöki-kupa – QMJHL

## Fordítás
- Ez a szócikk részben vagy egészben  a   J. Ross Robertson Cup című angol Wikipédia-szócikk fordításán alapul.  Az eredeti cikk szerkesztőit annak laptörténete sorolja fel. Ez a jelzés csupán a megfogalmazás eredetét és a szerzői jogokat jelzi, nem szolgál a cikkben szereplő információk forrásmegjelöléseként.